# Stefan Majewski (piłkarz)
Stefan Majewski (ur. 31 stycznia 1956 w Bydgoszczy) – polski piłkarz grający na pozycji obrońcy, wielokrotny reprezentant Polski, zdobywca 3. miejsca na Mistrzostwach Świata w 1982, trener piłkarski, absolwent Deutsche Sporthochschule Köln (Wyższej Szkoły Sportowej w Kolonii), przewodniczący Rady Trenerów w PZPN. W 2009 pełniący obowiązki selekcjonera reprezentacji Polski.

## Kariera piłkarska

### Kariera klubowa
Do 1978 związany był z klubami bydgoskimi. Jest wychowankiem klubu Gwiazda Bydgoszcz, a od 1972 do końca 1976 występował w Chemiku Bydgoszcz. Wiosną 1977 reprezentował barwy wojskowego klubu Zawisza Bydgoszcz, z którym wywalczył awans do I ligi. W przerwie zimowej sezonu 1978/1979 został zawodnikiem Legii Warszawa. W debiucie w barwach Legii w meczu ze Śląskiem Wrocław (4 marca 1979) strzelił dwa gole. W kolejnych sezonach był podstawowym zawodnikiem warszawskiej drużyny, z którą dwukrotnie zdobywał Puchar Polski. Pod koniec 1984 wyjechał do RFN. 1 grudnia 1984 zadebiutował w zespole 1. FC Kaiserslautern w meczu z Bayernem Monachium, zmieniając po przerwie Andreasa Brehmego. W Kaiserslautern był również graczem podstawowej jedenastki. 3 maja 1985 w spotkaniu z Eintrachtem Brunszwik strzelił swojego jedynego gola w 1. Bundeslidze. Sezon 1987/1988 spędził w 2. Bundeslidze jako gracz Arminii Bielefeld. Po roku gry w cypryjskim Apollonie Limassol wrócił do Niemiec – ostatnie lata kariery spędził we Freiburger FC.

### Kariera reprezentacyjna
Jako zawodnik Zawiszy zadebiutował 30 sierpnia 1978 w reprezentacji Polski w wyjazdowym meczu towarzyskim z Finlandią. W spotkaniu zakończonym wynikiem 1:0 dla Polski strzelił zwycięskiego gola. W latach 1978–1983 regularnie występował w drużynie narodowej prowadzonej najpierw przez Ryszarda Kuleszę, a następnie przez Antoniego Piechniczka. Na Mistrzostwach Świata w Hiszpanii w 1982 wystąpił we wszystkich 7 meczach polskiej drużyny. W spotkaniu z Francją decydującym o 3. miejscu (3:2 dla Polski) strzelił bramkę. Wystąpił również na Mistrzostwach Świata w Meksyku w 1986, po których zakończył karierę reprezentacyjną. Łącznie w drużynie narodowej rozegrał 40 meczów, strzelił 4 bramki.
Od 2014 członek Klubu Wybitnego Reprezentanta.

## Kariera trenerska
Jeszcze jako zawodnik SC Freiburg pracował z juniorami tego klubu. Wiosną 1994 i ponownie od kwietnia 1995 pracował w Polonii Warszawa, z którą w sezonie 1995/1996 awansował do I ligi. W kolejnych latach prowadził zespół amatorów Kaiserslautern. W 1999 wrócił do Polski by objąć stanowisko szkoleniowca Amiki Wronki. Prowadził również Zagłębie Lubin, Świt Nowy Dwór Mazowiecki, ponownie Amikę, Widzew Łódź oraz Cracovię. W 2002 pełnił funkcję asystenta ówczesnego selekcjonera drużyny narodowej Zbigniewa Bońka, a w 2009 objął funkcję trenera reprezentacji Polski do 23 lat. 17 września 2009 powierzono mu tymczasowe pełnienie obowiązków selekcjonera kadry narodowej. Poprowadził reprezentację w dwóch końcowych meczach eliminacji Mistrzostw Świata.

## Odznaczenia
- Srebrny Medal za Zasługi dla Policji (2017)[3]